# 揖斐川町立北方小学校
揖斐川町立北方小学校（いびがわちょうりつ きたがたしょうがっこう）は、岐阜県揖斐郡揖斐川町にある公立小学校。

## 通学区域
- 通学区域は北方の大部分、乙原、東津汲、小津、樫原、日坂、西津汲、外津汲、三倉、西横山、東横山、鶴見、東杉原であり、公立中学校の進学先は揖斐川町立北和中学校である[1]。
- 元々は旧・北方村に該当する地域が通学地域であったが、揖斐川町の学校再編により、揖斐川上流部の旧・藤橋村、旧・久瀬村、旧・坂内村に該当する地域が通学区域として加わった。

## 沿革
- 1873年（明治6年） - 好逑義校が開校。北方村、中津原村、仁坂村、房島村の児童が通学。
- 1874年（明治7年） -
  - 校舎が完成する。
  - 房島学校が分立し、房島村の児童が転出する。
- 1886年（明治19年） - 北方尋常簡易科小学校に改称する。
- 1891年（明治24年） - 北方尋常小学校に改称する。
- 1900年（明治33年） - 久瀬村大字乙原乙原尋常小学校が廃校。久瀬村乙原地区の児童が転入する。
- 1901年（明治34年） - 北方尋常高等小学校に改称する。大和村大字若松（旧・若松村）の児童が大和尋常小学校へ転出する。
- 1902年（明治35年） - 現在地へ移転する。
- 1923年（大正12年） - 久瀬村大字乙原に久瀬第三尋常小学校が開校。久瀬村大字乙原の児童は北方尋常高等小学校から久瀬第三尋常小学校へ転出する。
- 1941年（昭和16年）4月1日 - 北方国民学校に改称する。
- 1947年（昭和22年）4月1日 - 北方村立北方小学校に改称する。
- 1955年（昭和30年）4月1日 - 揖斐町、北方村、清水村、小島村、大和村が合併し揖斐川町が発足。同時に揖斐川町立北方小学校に改称する。
- 1963年（昭和38年） - 新校舎（鉄筋コンクリート造）が完成する。
- 1964年（昭和39年） - プールが完成する。
- 1985年（昭和60年） - 体育館が完成する。
- 2007年（平成19年）4月 - 揖斐川町立藤橋小学校を統合する。
- 2014年（平成26年）4月 - 揖斐川町立久瀬小学校を統合する。
- 2022年（令和4年）4月 - 揖斐川町立坂内小中学校を統合する。